# Dipsas
Dipsas – rodzaj węży z podrodziny ślimaczarzy (Dipsadinae) w rodzinie połozowatych (Colubridae).

## Zasięg występowania
Rodzaj obejmuje gatunki występujące w Meksyku, Belize, Gwatemali, Hondurasie, Nikaragui, Kostaryce, Panamie, Kolumbii, Wenezueli, na Trynidadzie, w Gujanie, Surinamie, Gujanie Francuskiej, Brazylii, Ekwadorze, Peru, Boliwii, Paragwaju, Argentynie i Urugwaju.

## Systematyka

### Etymologia
- Dipsas: gr. διψας dipsas, διψαδος dipsados „jadowity wąż, którego ukąszenie wywołuje silne pragnienie”[13].
- Sibynomorphus: gr. σιβυνη sibunē lub σιβυνης sibunēs „oszczep, włócznia”[14]; μορφη morphē „forma, wygląd”[15]. Gatunek typowy: Dipsas mikanii Schlegel, 1837.
- Cochliophagus: gr. κοχλιας kokhlias „ślimak”; -φαγος -phagos „jedzący”, od φαγειν phagein „jeść”[4]. Gatunek typowy: Cochliophagus inaequifasciatus A.M.C. Duméril & Bibron, 1854 (= Leptognathus turgida Cope, 1868).
- Dipsadomorus: gr. διψας dipsas, διψαδος dipsados „jadowity wąż, którego ukąszenie wywołuje silne pragnienie”; ὁμορος homoros „bardzo przypominający, graniczący z”, od ὁμορεω homoreō „sąsiadować, graniczyć”[5]. Gatunek typowy: Dipsadomorus indicus A.M.C. Duméril & Bibron, 1854 (= Coluber bucephalus Shaw, 1802).
- Leptognathus: gr. λεπτος leptos „delikatny, drobny”; γναθος gnathos „żuchwa”[6]. Gatunek typowy: Dipsas pavonina Schlegel, 1837.
- Stremmatognathus: gr. στρεμμα stremma, στρεμματος stremmatos „coś skręconego”; γναθος gnathos „żuchwa”[7]. Gatunek typowy: Coluber catesbeji Sentzen, 1796.
- Anholodon: gr. negatywny przedrostek α a „bez”; ὁλος holos „cały”; οδους odous, οδοντος odontos „ząb”[8]. Gatunek typowy: Dipsas mikanii Schlegel, 1837.
- Neopareas: gr. νεος neos „nowy”[16]; rodzaj Pareas Wagler, 1830. Gatunek typowy: Neopareas bicolor Günther, 1895.
- Pseudopareas: gr. ψευδος pseudos „fałszywy”[17]; rodzaj Pareas Wagler, 1830. Gatunek typowy: Leptognathus vagus Jan, 1863.
- Heterorhachis: ἑτερος heteros „inny”[18]; ῤαχις rhachis „grzbiet, kręgosłup”[19]. Gatunek typowy: Heterorhachis poecilolepis Amaral, 1923 (= Leptognathus ventrimaculatus Boulenger, 1885).

### Podział systematyczny
Do rodzaju należą następujące gatunki:

- Dipsas albifrons (Sauvage, 1884)
- Dipsas alternans (Fischer, 1885)
- Dipsas andiana (Boulenger, 1896)
- Dipsas aparatiritos (Ray, Sánchez-Martínez, Batista, Mulcahy, Sheehy, E.N. Smith, Pyron & Arteaga, 2023)[20]
- Dipsas articulata (Cope, 1868)
- Dipsas baliomelas Harvey, 2008
- Dipsas bicolor (Günther, 1895)
- Dipsas bobridgelyi (Arteaga, Salazar-Valenzuela, Mebert, Peñafiel, Aguiar, Sánchez-Nivicela, Pyron, Colston, Cisneros-Heredia, Yánez-Muñoz, Venegas, Guayasamin & Torres-Carvajal, 2018)
- Dipsas bothropoides Mebert, Passos, Fernandes, Entiauspe-Neto, Queiroz-Alvez, Machado & Lopes, 2020
- Dipsas brevifacies (Cope, 1866)
- Dipsas bucephala (Shaw, 1802)
- Dipsas catesbyi (Sentzen, 1796) – ślimaczarz Catesby’ego[21]
- Dipsas chaparensis Reynolds & Foster, 1992
- Dipsas cisticeps (Boettger, 1885)
- Dipsas copei (Günther, 1872)
- Dipsas elegans (Boulenger, 1896)
- Dipsas ellipsifera (Boulenger, 1898)
- Dipsas gaigeae (Oliver, 1937)
- Dipsas georgejetti Arteaga, Salazar-Valenzuela, Mebert, Peñafiel, Aguiar, Sánchez-Nivicela, Pyron, Colston, Cisneros-Heredia, Yánez-Muñoz, Venegas, Guayasamin & Torres-Carvajal, 2018
- Dipsas gracilis (Boulenger, 1902)
- Dipsas incerta (Jan, 1863)
- Dipsas indica Laurenti, 1768
- Dipsas jamespetersi Orcés & Almendáriz, 1989
- Dipsas klebbai Arteaga, Salazar-Valenzuela, Mebert, Peñafiel, Aguiar, Sánchez-Nivicela, Pyron, Colston, Cisneros-Heredia, Yánez-Muñoz, Venegas, Guayasamin & Torres-Carvajal, 2018
- Dipsas latifrontalis (Boulenger, 1905)
- Dipsas lavillai Scrocchi, Porto & Rey, 1993
- Dipsas maxillaris (F. Werner, 1910)
- Dipsas mikanii (Schlegel, 1837)
- Dipsas neuwiedi (Ihering(inne języki), 1911)
- Dipsas nicholsi (Dunn, 1933)
- Dipsas oligozonata Orcés & Almendáriz, 1989
- Dipsas oneilli Rossman & Thomas, 1979
- Dipsas oreas (Cope, 1868)
- Dipsas oswaldobaezi Arteaga, Salazar-Valenzuela, Mebert, Peñafiel, Aguiar, Sánchez-Nivicela, Pyron, Colston, Cisneros-Heredia, Yánez-Muñoz, Venegas, Guayasamin & Torres-Carvajal, 2018
- Dipsas pakaraima MacCulloch & Lathrop, 2004
- Dipsas palmeri (Boulenger, 1912)
- Dipsas pavonina Schlegel, 1837
- Dipsas peruana (Boettger, 1898)
- Dipsas praeornata (F. Werner, 1909)
- Dipsas pratti (Boulenger, 1897)
- Dipsas sanctijoannis (Boulenger, 1911)
- Dipsas sazimai Fernandes, Marques & Argôlo, 2010
- Dipsas schunkii (Boulenger, 1908)
- Dipsas temporalis (F. Werner, 1909)
- Dipsas tenuissima Taylor, 1954
- Dipsas trinitatis Parker, 1926
- Dipsas turgida (Cope, 1868)
- Dipsas vagrans (Dunn, 1923)
- Dipsas vagus (Jan, 1863)
- Dipsas variegata (A.M.C. Duméril, Bibron & A.H.A. Duméril, 1854)
- Dipsas ventrimaculata (Boulenger, 1885)
- Dipsas vermiculata J.A. Peters, 1960
- Dipsas viguieri (Bocourt, 1884)
- Dipsas welborni Arteaga & Batista, 2023
- Dipsas williamsi Carillo de Espinoza, 1974